# 良好药品供应规范
《良好药品供应规范》（英語：Good Supply Practice，簡稱：GSP），在药品流通过程，为了保证运输、贮存和销售中的质量和效力，而制定的一套规范。它是一个国际通用概念，也是国家对药品经营企业一种法定的监督管理形式。

## GSP在中国
中国大陆从80年代起开始推行GSP，1984年《医药商品质量管理规范（试行）》由原国家医药管理局发文在全国医药商业范围内试行。1992年，该版GSP经修订由原国家医药管理局正式发布实施，使GSP正式成为实行医药行业管理的部门规章，1997年中国国家中医药管理局制定了符合中药经营质量管理要求的中药经营企业GSP验收标准。中国国家药品监督管理局以第20号局令发布了《药品经营质量管理规范》（GSP），并于2000年7月1日起正式施行。
GSP认证在中国正式实行后，对不规范的药品经营行为起到了遏止的作用，2000年7月以后，新版GSP对药品批发企业和零售企业进行了区分对待，出现了大批药品零售企业（单体药店）纷纷关停的“洗牌效应”。现在通过GSP认证的企业的名单可在药品认证中心查询。

## 参看
- 良好生产规范
- 良好药品临床试验规范